# They jako forma liczby pojedynczej
They jako forma liczby pojedynczej (ang. singular they) – używanie zaimka they oraz jego form pokrewnych (them, their, theirs, themselves, niekiedy również themself) w języku angielskim w funkcji zaimka liczby pojedynczej, jako neutralnego pod względem płci zamiennika he i she (oraz form pokrewnych). Użycie to występuje przede wszystkich w zdaniach odnoszących się do bliżej nieokreślonej osoby, np.:
- „Somebody left their umbrella in the office. Would they please collect it?”[1]
- „The patient should be told at the outset how much they will be required to pay”[2].
- „But a journalist should not be forced to reveal their sources”[2].

Używanie zaimka they jako formy liczby pojedynczej było notowane już w XIV wieku, około sto lat po wykształceniu się zaimka they jako formy liczby mnogiej. Przynajmniej od tego momentu innowacja ta była obecna w języku angielskim, lecz w XVIII wieku zaczęły się pojawiać głosy krytyki, sprzeciwiające się ekspansji tej zmiany językowej. Użycie to ugruntowało się jednak w angielszczyźnie standardowej, przy czym pewien wpływ na jego zakorzenienie miały dążności do stosowania języka neutralnego płciowo. Nowsze słowniki i poradniki językowe odnotowują omawiane użycie jako część angielszczyzny standardowej lub czynią to z zastrzeżeniem, że chodzi o użycie mniej wskazane w kontekstach formalnych.
Zaimek they promuje się również jako formę odnoszącą się do osób niebinarnych.
- „This is my friend, Jay. I met them at work.”

Niektórzy porównują używanie zaimka they w funkcji liczby pojedynczej do ogólnie przyjętego znaczenia you jako formy liczby pojedynczej, zastępującej archaiczne thou.